# Аглонас стация
А́глонас ста́ция (латыш. Aglonas stacija, в переводе «станция Аглона») — населённый пункт в Прейльском крае Латвии. Входит в состав Рушонской волости. Находится у пересечения автодорог A13 и P62. Расстояние до города Прейли составляет около 18 км.
По данным на 2018 год, в населённом пункте проживало 138 человек. В посёлке расположена железнодорожная станция Аглона на линии Резекне I—Даугавпилс. Есть народный дом, библиотека, почта, фельдшерский и акушерский пункт, магазин, автозаправочная станция. 

## История
В советское время населённый пункт был центром Рушонского сельсовета Прейльского района. Позднее посёлок был центром Рушонской волости Риебинского края (ныне волостной центр — село Кастире).